# Цветкович, Борислав
Борислав Цветкович (сербохорв. Borislav Cvetković / Борислав Цветковић; род. 30 сентября 1962, Карловац) — югославский и сербский футболист, футбольный тренер. Младший брат Звездана Цветковича, также футболиста и тренера.

## Карьера

### Клубная
Воспитанник школы загребского «Динамо». За всю карьеру в составе «динамовцев» провёл 304 игры в рамках чемпионата страны, кубка страны и еврокубков, забив 126 голов. Выиграл чемпионат Югославии-1981/82 и Кубок Югославии-1982/83. В чемпионском сезоне 1981/82 годов почти не играл, поскольку проходил службу в армии. В 1986 году перешёл в состав «Црвены Звезды», в которой провёл два сезона. В сезоне-1986/87 стал лучшим бомбардиром Кубка Европейских чемпионов. В 1988 году уехал в Италию, где играл за команды «Асколи», «Мачератезе» и «Казертана». В 1994 году вернулся в Сербию и Черногорию, завершил там карьеру в составе «Бораца» из Чачака.

### В сборной
В сборной Югославии сыграл 11 игр. Первую игру провёл в 1983 году в Сараево против Румынии (1:0), последнюю сыграл в 1988 году против Франции (3:2). Выступал на чемпионате Европы 1984 года и на Олимпиаде-1984, на которой завоевал бронзовую медаль.

## Тренерская карьера
Возглавлял команду «Обилич» некоторое время. В сезоне 2005/06 годов входил в тренерский штаб «Црвены Звезды», которую тогда возглавлял Вальтер Дзенга. В 2009 году тренирует «Сопот».